# Rashid Novaire

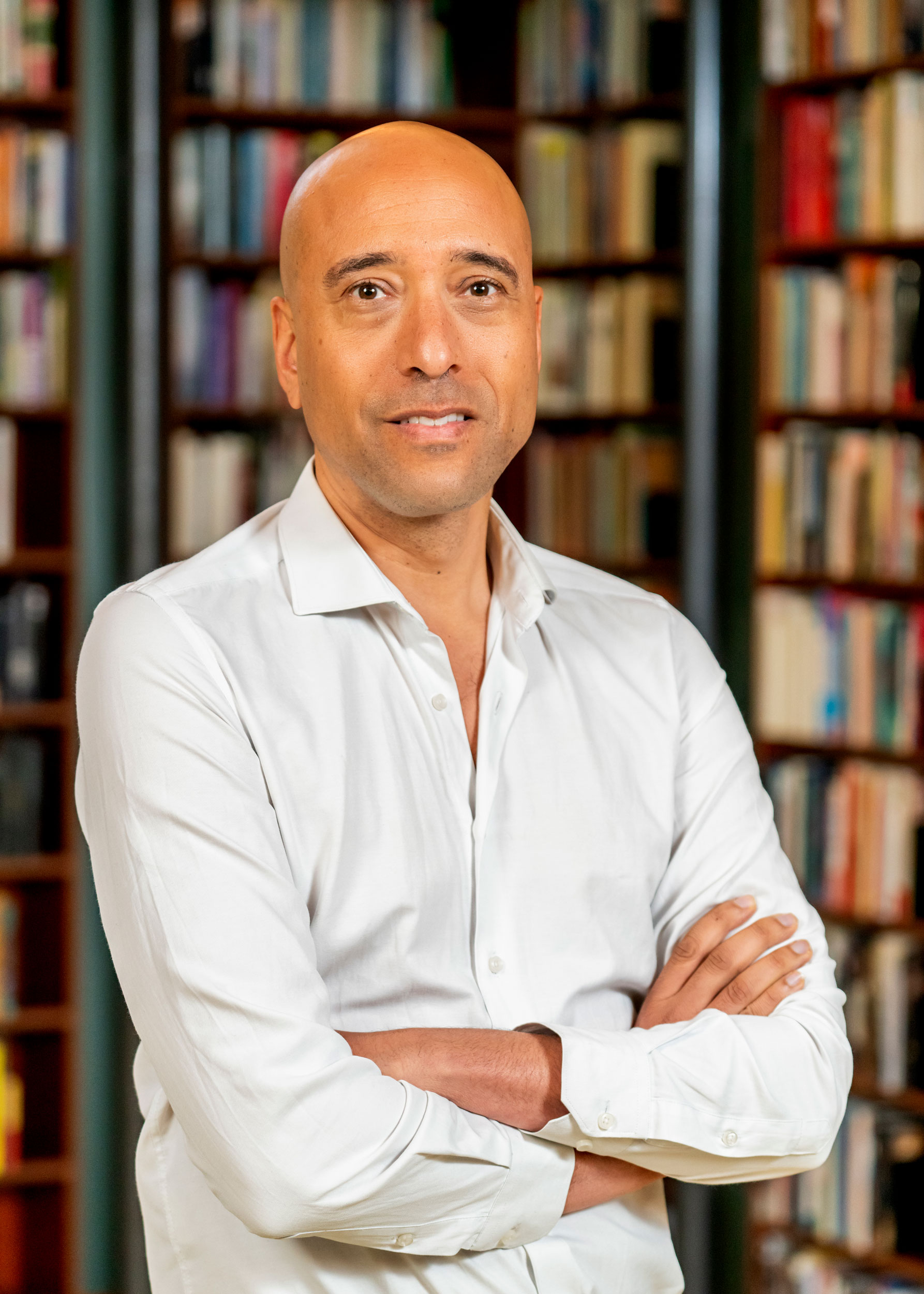
Rashid Novaire, 2023.

Rashid Novaire (Amsterdam, 1979) is een Nederlandse schrijver. Hij schrijft korte verhalen, romans, toneelstukken en essays. Als veertienjarige won hij de disciplines Taal en Dans bij de Kunstbende, en als zeventienjarige de El Hizjra Literatuurprijs. Hij debuteerde in 1999 met de verhalenbundel  Reigers in Cairo bij uitgeverij De Geus. Hierna werden er nog zes romans uitgegeven, waarvan Maisroest en Zeg maar dat we niet thuis zijn genomineerd werden voor de Libris Literatuurprijs.
Zijn moeder is Nederlandse, zijn vader Marokkaans. De Vooravond, zijn laatstverschenen roman, is geïnspireerd op zijn (Duitse) grootmoeder, die in de jaren dertig in Nederland werkte.
Hij werkt hij aan een roman over het slavernijverleden van Marokko.

## Romans
- Maisroest (roman, De Geus, 2003)
- Het lied van de rog (De Geus, 2007)
- Afkomst (De Geus, 2008)
- Hoogmoed (De Geus, 2013)
- Zeg maar dat we niet thuis zijn (Ambo/Anthos, 2015)
- De Vooravond (Ambo/Anthos, 2021)

## Overige publicaties (selectie)
- Reigers in Cairo (verhalenbundel, De Geus, 1999)
- Kim (poëzietijdschrift Passionate (Jaargang 7), 2000)
- Terugkeren (radioboek van Vlaams-Nederlands Huis deBuren, 2007)
- ‘Rashid Novaire Een zee van mogelijkheden Obstructie en ontwikkeling in een Surinaamse module fictief schrijven Essay’ (Tijdschrift voor Surinaamse taalkunde, letterkunde en geschiedenis  (Jaargang 28), 2009)
- Vader worden is een gunst (essay, Mister Motley, 2020)
- Achtentwintig letters - het vertrouwde onbekende (essay, West Den Haag, 2025)

- Bibliothèque nationale de France: cb179506113 (data)
- Digitale Bibliotheek voor de Nederlandse Letteren: nova001
- Gemeinsame Normdatei: 136352022
- International Standard Name Identifier: 0000 0001 1758 7395
- Library of Congress Control Number: n00024815
- Nationale en Universitaire bibliotheek Zagreb: 000493188
- Nederlandse Thesaurus van Auteursnamen: 186077076
- Système universitaire de documentation: 083726780
- Virtual International Authority File: 38001118